# For Respect
For Respect  es el primer álbum debut y álbum de estudio de la banda estadounidense de rock: Don Caballero. Lanzado en octubre de 1993.
Se le considera uno de los álbumes precursores del math rock y es considerado uno de los álbumes más desconocidos de Don Caballero, debido a que el grupo obtuvo el éxito hasta su cuarto álbum de estudio titulado "American Don" de 2000.
Es considerado un clásico del math rock por parte de los seguidores de culto y también como una rareza de álbum tanto en su realización, como en su sonido. 
Su producción lo realizó el miembro y líder de los grupos estadounidenses de rock Big Black y Shellac: Steve Albini.
La única remasterización conocida hasta la fecha es igual lanzado ese mismo año por la discográfica alemana de rock: City Slang, pero también varias reediciones las ha realizado la misma discográfica estadounidense: Touch and Go Records.

## Sonido
El sonido del álbum predominadamente es el math rock, pero también influye en otros géneros y sonidos como el: post-rock, post-metal, post-hardcore, rock experimental, rock progresivo y el metal alternativo.

## Lista de canciones
Todas las canciones escritas y compuestas por Don Caballero. 
| For Respect |                                                 |          |  |
| N.º         | Título                                          | Duración |  |
| 1.          | «For Respect»                                   | 02:43    |  |
| 2.          | «Chief Sitting Duck»                            | 02:21    |  |
| 3.          | «New Laws»                                      | 05:54    |  |
| 4.          | «Nicked and Liqued»                             | 02:41    |  |
| 5.          | «Rocco»                                         | 02:47    |  |
| 6.          | «Subdued Confections»                           | 02:29    |  |
| 7.          | «Got a Mile, Got a Mile, Got an Inch»           | 05:06    |  |
| 8.          | «Our Caballero»                                 | 02:07    |  |
| 9.          | «Bears See Things Pretty Much the Way They Are» | 03:26    |  |
| 10.         | «Well Built Road»                               | 06:05    |  |
| 11.         | «Belted Sweater»                                | 02:06    |  |
| 37:48       |                                                 |          |  |

## Personal
- Ian Williams - guitarra
- Mike Banfield - guitarra
- Pat Morris - bajo
- Damon Che - batería, guitarra (en el sencillo "Well Built Road")

### Personal adicional
- Steve Albini - producción, ingeniero de sonido (no confirmado)